# 韋 (密西西比州)
韋是位於美國密西西比州麥迪遜縣的非建制地區。

## 歷史
韋的郵局於1858年設立，其後於1968年停運。當地於1900年時有36人。

## 地理
韋所處的海拔為高於海平面64米（即210英呎），而該地所採用的時區為UTC-6，即北美中部時區（CST）。同時該地設有夏令時間，為UTC-6調快一小時，即UTC-5（CDT）。